# Whitehall (Virgínia de l'Oest)
Whitehall és una població dels Estats Units a l'estat de Virgínia de l'Oest. Segons el cens del 2000 tenia 595 habitants.

## Demografia
Segons el cens del 2000, Whitehall tenia 595 habitants, 262 habitatges, i 161 famílies. La densitat de població era de 241,8 habitants per km².
Dels 262 habitatges en un 26,3% hi vivien nens de menys de 18 anys, en un 48,5% hi vivien parelles casades, en un 9,2% dones solteres, i en un 38,5% no eren unitats familiars. En el 32,1% dels habitatges hi vivien persones soles el 9,2% de les quals corresponia a persones de 65 anys o més que vivien soles. El nombre mitjà de persones vivint en cada habitatge era de 2,27 i el nombre mitjà de persones que vivien en cada família era de 2,9.
Per edats la població es repartia de la següent manera: un 18,7% tenia menys de 18 anys, un 13,6% entre 18 i 24, un 32,3% entre 25 i 44, un 22,9% de 45 a 60 i un 12,6% 65 anys o més.
L'edat mediana era de 35 anys. Per cada 100 dones de 18 o més anys hi havia 92,8 homes.
La renda mediana per habitatge era de 42.813 $ i la renda mediana per família de 50.625 $. Els homes tenien una renda mediana de 39.286 $ mentre que les dones 29.722 $. La renda per capita de la població era de 21.188 $. Entorn de l'11,2% de les famílies i el 14,9% de la població estaven per davall del llindar de pobresa.

## Poblacions més properes
El següent diagrama mostra les poblacions més properes.